# Ли (ди)
Ли (кит. 李) — древний дисский род, основавший царства Чэн (303—338) и Хань (338—347).

## Происхождение
Ли представляли собой один из древних дисских родов. Согласно Ли Цзэфэню (Li Zefen), род Ли имел смешанное ба-дисское происхождение. По Е. И. Кычанову, ди — племена группы Бай ма («Белая лошадь») — с древности «сами имели правителей цзюньчжан». Ди жили южнее Чжилун и западнее реки Ханьчуань (в северной части современной пров. Сычуань, КНР), «сами ставили над собой доблестных начальников». При ханьском императоре У-ди после китайских походов на ди в этом районе была создана область Уду, а население звалось «бай ди» (белые ди) или «ту ди» (древние ди). «Каждый имел [князей] — хоу и ванов». Хоу и ваны получали свои титулы из Китая. По одной из версий, ди были племенами тибето-бирманской группы, по другой версии — древними монголами.

## История

### Предыстория

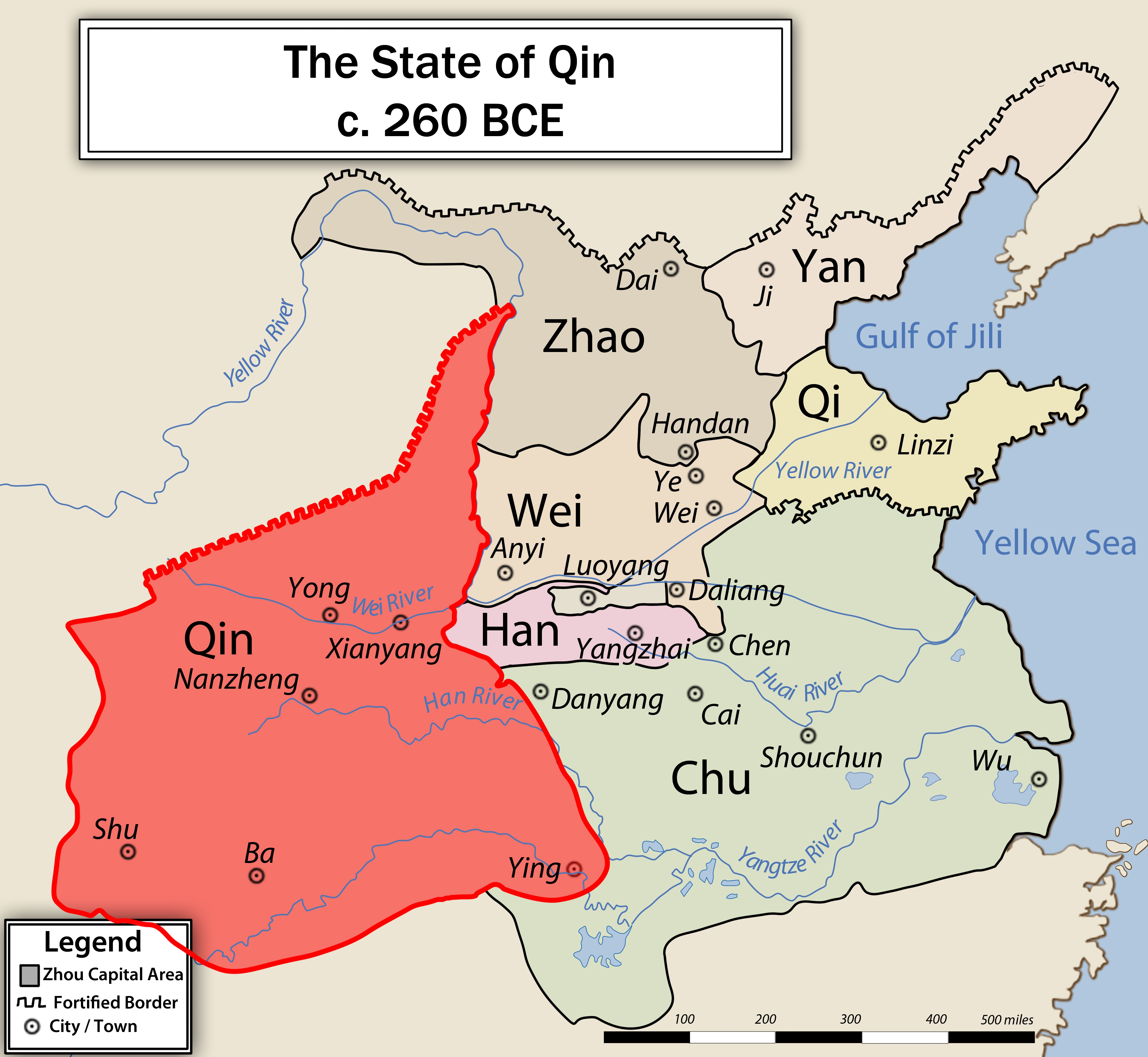
Ба в составе царства Цинь

Согласно Г. Е. Грум-Гржимайло, дисцы из поколения ба (ба-ди) управлялись князьями из рода Ли. Столицей этого княжества был город Лё-ян. При князе Ли Тэ ба-ди овладели Лянь-чжоу и Чэн-ду-фу.
Государство Чэн-Хань представляло собой одно из многочисленных «варварских королевств», которые были созданы в Китае в IV веке. Царство существовало в период с 304 по 347 год. Столицей был город Чэнду, расположенный на территории современной провинции Сычуань.
Согласно Ли Цзэфэню, царство было основано племенами ба-ди. Предками правящего дома были сычуаньские племена, которые были включены в состав китайского царства Цинь в IV веке до н. э. Таким образом, к этому времени они уже жили в «Китае» около 600 или 700 лет.
В начале III века небольшая группа этих племён была перемещена на север, к востоку от современного города Тяньшуй в Ганьсу, где они стали известны как ба-ди, т. е. как потомки ба из Сычуани и ди из Ганьсу.

### Ли Тэ и основание царства

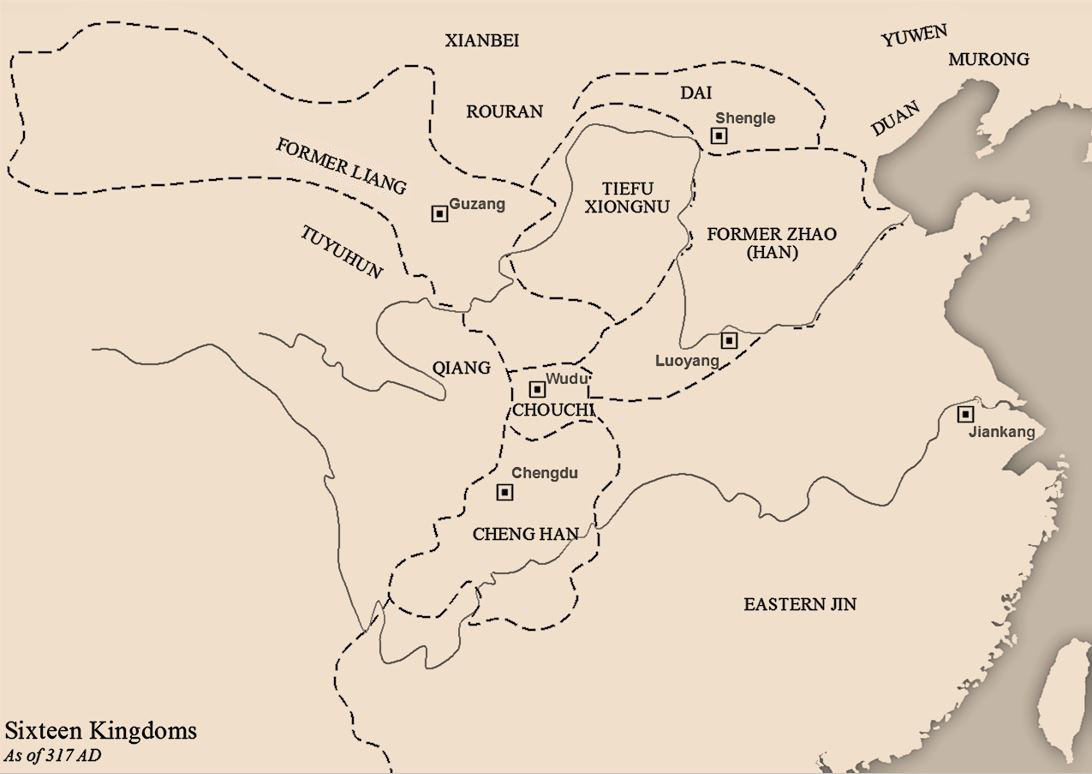
Царство Чэн-Хань в 317 году

В конце III века один из представителей ба-ди, Ли Тэ, чей отец был знаменитым охотником, стал известен своим мастерством конного лучника и начал служить местному имперскому правительству. Племена горной Сычуани не были мастерами конной стрельбы из лука, однако данными качествами ба-ди обзавелись за время проживания в Ганьсу. Начиная с 296 года в регионе начались восстания и голод. В 298 году Ли Тэ присоединился к тысячам других беженцев, переселившихся в Сычуань.
Вокруг Ли Тэ в дальнейшем объединилось около 4000 всадников — конных лучников. В итоге они стали очевидной угрозой для имперских сил в Сычуане, и Ли Тэ был убит после серии сражений. К концу 303 года род Ли успешно получил военный контроль над всем регионом.
Зимой 304 года третий сын Ли Тэ, Ли Сюн, принял титул короля Чэнду, произнёс всеобщее помилование и провозгласил новые законы и новый период правления. В 306 году его титул был повышен до императора. Царство Чэн-Хань, основанное родом Ли, просуществовало до 347 года.